# Touch the Earth
Touch the Earth is het enige muziekalbum die Dave Lambert en Chas Cronk onder de naam Lambert Cronk hebben uitgebracht. Het is opgenomen in de tijd dat de band waarin beide speelden, Strawbs, weer eens inactief was. Het album is eigenlijk een Strawbs-album zonder hun centrale man Dave Cousins.

## Musici
- Dave Lambert – zang, gitaar, basgitaar, toetsen en percussie;
- Chas Cronk – zang, basgitaar, gitaar en toetsen
- Andy Richards – toetsen (Strawbs-lid)
- Tony Fernandez – slagwerk (Strawbs-lid maar ook lid van band rondom Rick Wakeman)
- Nick Magnus – toetsen (uit band rondom Steve Hackett)
- Ian Mosley – percussie (uit band rondom Steve Hackett en later Marillion)

## Compositie
1. Touch the earth
2. Every step of the way
3. The reluctant hero
4. The night
5. The theatre is falling down
6. Sleepwalking
7. Smash the glass
8. Round and round
9. Only child
10. Stay with me
11. One and only (alle instrumenten door Lambert)
12. A splash of blue (alle instrumenten door Cronk, Lambert alleen gitaar)